# Episodi di Cloak & Dagger (seconda stagione)
La seconda ed ultima stagione della serie televisiva Cloak & Dagger, composta da 10 episodi, è stata trasmessa sulla rete via cavo statunitense Freeform, dal 4 aprile al 30 maggio 2019.
In Italia gli episodi sono andati in onda dal giorno successivo su Prime Video.
Antagonista principale di questa stagione è Andre Deschaine, alias D'Spayre. 
| nº | Titolo originale | Titolo italiano        | Prima TV USA   | Pubblicazione Italia |
| -- | ---------------- | ---------------------- | -------------- | -------------------- |
| 1  | Restless Energy  | Energia irrequieta     | 4 aprile 2019  | 5 aprile 2019        |
| 2  | White Lines      | Linee bianche          | 4 aprile 2019  | 5 aprile 2019        |
| 3  | Shadow Selves    | Sdoppiamenti mortali   | 11 aprile 2019 | 12 aprile 2019       |
| 4  | Rabbit Hold      | In un'altra dimensione | 18 aprile 2019 | 19 aprile 2019       |
| 5  | Alignment Chart  | Allineamento morale    | 25 aprile 2019 | 26 aprile 2019       |
| 6  | B Sides          | Vite alternative       | 2 maggio 2019  | 3 maggio 2019        |
| 7  | Vikingtown Sound | Fortezza vichinga      | 9 maggio 2019  | 10 maggio 2019       |
| 8  | Two Player       | Due giocatori          | 16 maggio 2019 | 17 maggio 2019       |
| 9  | Blue Note        | Blue Note              | 23 maggio 2019 | 24 maggio 2019       |
| 10 | Level Up         | Salire di livello      | 30 maggio 2019 | 31 maggio 2019       |